# Koekoekseffect (financieel)
Koekoekseffect is een door Hugo Schiltz, destijds federaal minister van Begroting in België, in 1988 geïntroduceerde term die het verschijnsel omschreef dat door het doen van grote uitgaven aan de ene post uitgaven voor de andere post verdrongen worden, vergelijkbaar met de verdringing van de eigen eieren door een koekoeksei.
Voor die verdringing kunnen als oorzaken aangevoerd worden:
- een beleidsmatige keus zoals een open einderegeling.
- een politieke keus zoals destijds in België het wafelijzermodel.

Het effect benoemt de oorzaak van de stagnatie van investeringen als gevolg van een verkeerd begrotingsbeleid.
De term is nadien ook in zwang geraakt in de private financiële sector. In de Belgische context is de term in gebruik gebleven om de geldstromen van Vlaanderen naar Wallonië te beschrijven.

## Bron
- Les finances publiques en Belgique et l'effet "coucou" / Hugo Schiltz - Charleroi: Société royale d'économie politique de Belgique, 1990